# Росс Кемпбелл
Росс Кемпбелл (англ. Ross Campbell, нар. 3 липня 1987, Единбург) — шотландський футболіст, що грав на позиції нападника.

## Клубна кар'єра
У дорослому футболі дебютував 2006 року виступами за команду «Гіберніан», в якій провів три сезони, взявши участь в 11 матчах чемпіонату. У вересні 2008 року на місяць здавався в короткотривалу оренду в «Данфермлін Атлетік».
2009 року Кемпбелл перейшов у шведський «Естерсунд», але там не зіграв і наступного року знову був відданий в оренду в «Данфермлін Атлетік».
У лютому 2010 року Кемпбелл підписав контракт до кінця сезону з «Дамбартоном», по закінченні якого перейшов у «Іст Файф», де наступного року і завершив ігрову кар'єру.

## Виступи за збірну
27 березня 2007 року Кемпбелл дебютував за збірну Шотландії до 20 років у грі проти однолітків з Канади, забивши два голи, які принесли перемогу 2:1. Згодом Кемпбелл поїхав з командою на молодіжний чемпіонат світу 2007 року у Канаді. На турнірі він забив один гол у матчі проти Японії (1:3), а його команда програла всі три гри і не вийшла з групи.
Протягом 2007—2008 років залучався до складу молодіжної збірної Шотландії. На молодіжному рівні зіграв у 6 офіційних матчах.

## Титули і досягнення
- Володар Кубка шотландської ліги (1):

«Гіберніан»: 2006/07